# Masèras
Masères (en francès Mézières-sur-Issoire) és un municipi francès situat al departament de l'Alta Viena i a la regió de la Nova Aquitània.

## Demografia
| 1962                                       | 1968  | 1975  | 1982 | 1990 | 1999 | 2006 | 2007 | 2008 |
| ------------------------------------------ | ----- | ----- | ---- | ---- | ---- | ---- | ---- | ---- |
| 982                                        | 1 019 | 1 031 | 987  | 885  | 873  | 865  | 864  | 863  |
| Des de 1962: població sense dobles comptes |       |       |      |      |      |      |      |      |

## Administració
| Període   | Identitat          | Partit        |
| --------- | ------------------ | ------------- |
| 2001-2008 | Jean-Claude Bonnet |               |
| 2008-     | Pascal Godrie      | Divers gauche |